# À travers ma fenêtre 3 : Les yeux dans les yeux
Série
À travers ma fenêtre 2 : L'Amour pour horizon
(2023)
Pour plus de détails, voir Fiche technique et Distribution.
À travers ma fenêtre 3 : Les yeux dans les yeux (A través de tu mirada) est un film espagnol réalisé par Marçal Forés et sorti en 2024.
Il s'agit de la suite des films À travers ma fenêtre (2022) et À travers ma fenêtre 2 : L'Amour pour horizon (2023). C'est le troisième et dernier opus de la trilogie. Il est inspiré des personnages de la saga littéraire écrite par l'autrice vénézuélienne Ariana Godoy. Comme les deux précédents films, Clara Galle et Julio Peña Fernández incarnent les deux personnages principaux.

## Synopsis
L'été a pris fin et Raquel (Clara Galle) et Ares (Julio Peña Fernández) n'arrivent pas à continuer leur relation, ils décident donc de mettre un terme à leur couple. Quand l'hiver arrive, Raquel et Ares se retrouvent à Barcelone et ces retrouvailles ravivent les sentiments qu'ils partagent l'un pour l'autre.

## Fiche technique
- Titre original : A través de tu mirada
- Titre français : À travers ma fenêtre : Les yeux dans les yeux
- Titre anglais : Through My Window: Looking at You
- Réalisation : Marçal Forés
- Scénario : Ariana Godoy
- Société de production : Nostromo Pictures
- Société de distribution : Netflix
- Pays de production :  Espagne
- Langue originale : espagnol
- Genre : Drame romantique
- Date de sortie : 23 février 2024 (sur Netflix)[1]

## Distribution
- Clara Galle (VF : Zina Khakhoulia) : Raquel Mendoza
- Julio Peña Fernández (VF : Martin Faliu) : Ares Hidalgo
- Eric Masip (es) (VF : Valéry Schatz) : Artemis Hidalgo
- Hugo Arbués (es) (VF : Benjamin Bollen) : Apolo Hidalgo
- Natalia Azahara (VF : Ludivine Maffren) : Daniela Fernández
- Andrea Chaparro (VF : Valérie Bescht) : Vera
- Emilia Lazo (VF : Alice Taurand) : Claudia
- Iván Lapadula (VF : Clément Moreau) : Gregory
- Carla Tous (VF : Laure Filiu) : Anna

 Source et légende : version française (VF) sur RS Doublage

## Production
Après le succès du film À travers ma fenêtre sorti en 2022, Netflix confirme le 15 février 2022 qu'il y aura un deuxième et un troisième film. Le deuxième volet, À travers ma fenêtre : L'amour pour horizon est sorti le 23 juin 2023. Le troisième et dernier film de la trilogie met à nouveau en vedette Clara Galle et Julio Peña Fernández dans les deux rôles principaux. Marçal Forés est à nouveau à la réalisation. Hugo Arbués, Eric Masip, Andrea Chaparro, Natalia Azahara, Emilia Lazo, Iván Lapadula et Carla Tous reprennent également leur rôle respectif.

## Sortie et accueil
Netflix annonce la mise en ligne du film À travers ma fenêtre : Les yeux dans les yeux pour le 23 février 2024.